# Miguel Sesma Espinosa
Miguel Sesma Espinosa (Logroño, La Rioja, España, 31 de enero de 1995) es un árbitro de fútbol español que pertenece al Comité de Árbitros de La Rioja. Desde la temporada 2025-26 forma parte de la plantilla arbitral de la Primera División.

## Trayectoria
Comenzó su carrera en el fútbol español de ámbito estatal en la Segunda División B (2017–2021) y posteriormente en Primera Federación (2021–2023). En la temporada 2023-24 debutó en Segunda División y, tras dos campañas en la categoría, fue promovido a Primera División para la 2025-26.
Debutó en Primera División el 16 de agosto de 2025, en el partido Deportivo Alavés–Levante UD disputado en Mendizorroza (2–1).

## Temporadas
| Categoría          | País   | Años          | Partidos |
| ------------------ | ------ | ------------- | -------- |
| Segunda División B | España | 2017–2021     | 44       |
| Primera Federación | España | 2021–2023     | 26       |
| Segunda División   | España | 2023–2025     | 43       |
| Primera División   | España | 2025–presente | —        |

Datos de partidos por categoría según BDFutbol.